# Lagnes
Lagnes – miejscowość i gmina we Francji, w regionie Prowansja-Alpy-Lazurowe Wybrzeże, w departamencie Vaucluse.
Według danych na rok 2007 gminę zamieszkiwało 1674 osób, a gęstość zaludnienia wynosiła 99 osoby/km² (wśród 963 gmin regionu Prowansja-Alpy-W. Lazurowe Lagnes plasuje się na 320. miejscu pod względem liczby ludności, natomiast pod względem powierzchni na miejscu 561.).